# 藍伯-伊頓肌無力症候群
藍伯－伊頓肌無力症候群（英語：Lambert–Eaton myasthenic syndrome）是一種會導致患者四肢無力的罕見自體免疫疾病。患者因體內產生特殊的自體抗體，對抗神經肌肉接點中突觸前神經細胞的電壓閘式鈣離子通道和其他蛋白質。此病的盛行率約每百萬人3.4人，約60%的患者本身患有癌症，最常見的為小細胞肺癌，因此LEMS常被視為是一種腫瘤伴隨症候群（即因癌症而在身體其他部位造成的症狀）。
LEMS通常發生在40歲以上的族群，但事實上任何年齡都可能發生。診斷通常需要用肌電圖和血液檢查確認，上述兩種檢查可以鑑別LEMS和重症肌無力（另一種自體免疫神經肌肉疾病）。
如果患者的LEMS和癌症有關，直接治療癌症通常能緩解LEMS的症狀。其他常用的治療方式有類固醇、硫唑嘌呤（可抑制免疫系統）、靜脈注射免疫球蛋白（可與自體抗體競爭Fc受體）、吡啶斯的明和3,4-二氨基吡啶（可強化神經肌肉間的傳導），有時則必須用血漿置換術來移除自體抗體。

## 症候和徵象
LEMS造成的肌肉無力通常會影響到手與腳的近端肌肉（也就是靠近軀體的肌肉）；這和重症肌無力主要影響腳，而對手的影響較少不同。肢體無力會造成患者難以爬樓梯或從坐姿起身，藉由體能鍛煉通常能暫時緩解無力的問題。LEMS之肌肉無力在肌肉最大等長收縮後會有短暫的恢復，重症肌無力的肌力則不會短暫恢復。體溫過高會使LEMS症狀惡化。有些患者的延髓肌（即口腔和喉嚨的肌肉）也會無力，眼框肌無力則不常見，部分患者會有复视、眼睑下垂和吞嚥困難等症狀，但通常都會伴隨下肢無力，這點也和眼部症狀較早發生的重症肌無力不同。較嚴重的LEMS患者也可能發生呼吸肌無力，也可能發生运动协调（共济失调）等問題。整體而言，重症肌無力之肌肉無力發展為頭端向尾端（craniocaudal），LEMS則為尾端向頭端發展。
四分之三的LEMS患者也會有自主神经系统症狀，患者可能會口乾、便秘、視力模糊、汗液減少和姿位性低血壓（站起身時血壓迅速下降，可能導致昏厥），某些人會有味覺改變，男性則常見勃起異常。
神經學檢查中，部分患者肌力測試會呈現為正常的結果，嚴重度可能較預期的輕。重複測試的話，患者的肌力會逐漸改善，藍伯徵候（Lambert's sign）即是指患者重複抓握後握力變強的現象。患者在休息時的反射較弱，運動後則會增強，這也是LEMS的特徵。病患的瞳孔反射則可能較為遲鈍。
單純自體免疫類型和有腫瘤伴隨症候群類型之LEMS有相似的症狀，但前者較早發且神經症狀的進程也較慢。和肺癌有關的LEMS患者最初通常沒有明顯和癌症有關的症狀，咳嗽、咳血和體重下降等表現通常會更晚才發生。和癌症有關的LEMS可能較單純自體免疫的LEMS還嚴重。

## 病因
LEMS常和肺癌有關（50–70%），特別是小细胞癌，在這種情況下LEMS被視為一種腫瘤伴隨症候群。小細胞肺癌的患者中，約1–3%有LEMS，在此類患者中，LEMS常是肺癌第一個表現的症狀，除此之外沒有其他症狀。
LEMS也可能和自體免疫性疾病有關，例如活性不足的甲狀腺機能低下症或1型糖尿病。重症肌無力也可能伴隨腫瘤出現（特別是胸腺瘤），無伴隨腫瘤的重症肌無力患者和無伴隨腫瘤的LEMS患者有相似的基因變異，HLA-DR3-B8（一種HLA亞型）似乎和LEMS特別有關係。

## 致病機轉
正常的神經肌肉傳遞由脊髓發出，神經衝動傳遞至神經元末梢的神經肌肉接點，突觸前神經元的動作電位開啟電壓閘式鈣離子通道（VGCC），使鈣離子流入突觸末梢，促使突觸小泡向細胞膜融合。突觸小泡中含有的乙醯膽鹼釋出至突觸間隙，並與突觸後肌肉細胞上之乙酰胆碱受体進而使肌肉收縮。
在LEMS中，自體抗體結合到VGCC上（特別是P/Q型電壓閘式鈣離子通道，神經肌肉接點中大於95%的VGCC屬此類通道），因此能進入突觸末梢的鈣離子數量減少，釋放到神經肌肉突觸間隙的乙醯膽鹼也因此減少，使得肌肉無法正常收縮。不僅骨骼肌，自主神經系統也需要依靠乙醯膽鹼傳遞神經信息，這也是LEMS會出現自主神經症狀的原因。此外，小腦中也有P/Q型電壓閘式鈣離子通道，因此說明了協調問題（共濟失調）的成因。LEMS的自體抗體專一性的結合到VGCC上的第III結構域S5–S6鍵結胜肽（domain III S5–S6 linker peptide），該抗體也可能結合到其他種類的VGCC上。部分患者則有能結合到突觸結合蛋白的抗體，這種蛋白質負責感知細胞內的鈣離子濃度，調控突觸囊泡與細胞膜的結合。 許多LEMS的患者（無論該患者有無抗VGCC抗體）體內都能偵測到抗M1型乙酰胆碱受体抗體，此類抗體會導致患者無法有效代償突觸末梢鈣離子流入不足的問題。
除了鈣離子流入減少之外，LEMS的抗體也可能結合到突觸濾泡的活化區（包括VGCC），干擾突觸濾泡釋出，這些異常的生理機制將使肌肉的收縮力下降。雖然鈣離子流入減少，但重複刺激約10秒後仍能達到足夠的鈣離子數量，使肌肉的收縮力增加到正常強度，因此就能看到針極肌電圖上的複合肌肉動作電位在重複刺激後振幅會逐漸增加。
和肺癌有關的LEMS也會有結合到鈣離子通道的抗體，目前認為這些抗體原本是為了對抗腫瘤細胞而產生的，一些研究指出這些對癌症的免疫反應能壓制癌細胞生長，並改善癌症的預後。

## 診斷

胸部X光顯示左肺（圖右側）有一個腫瘤。

LEMS的診斷需藉助神經傳導檢查（NCS）和肌電圖（EMG），後者也是其他不明原因肌肉無力的標準檢查。EMG的作法為將細針插入患部肌肉；NCS則是由電極貼片釋出電位衝動刺激神經，並量測患部肌肉的反應。LEMS的患者在做NCS時，通常會先量測患部肌肉的複合運動動作電位（CMAPs），有時則會加做單纖維肌電圖檢查。
LEMS患者的CMAPs振幅較低，但遲滯時間和傳導速度正常。如果給予重複的電刺激（2 Hz），正常人的CMAP會因為運動終板的乙醯膽鹼耗盡而振幅變小；但LEMS的患者，由於振幅減少的幅度比正常來得大，乙醯膽鹼沒有完全耗盡，持續一段時間後又能釋出，振幅於是再次增加；然而即便如此，由於患者神經末梢的鈣離子濃度不足，因此釋出的乙醯膽鹼仍不足以傳遞電訊號到肌肉，類似的情形也發生在重症肌無力當中。LEMS的患者在經過肌肉鍛鍊之後，CMAP的振幅會大幅增加（超過200%，常常更多），若給予快速脈衝波的電刺激（每秒20個脈衝，持續10秒）也會有這樣的效果，這是因為高強度的刺激使鈣離子得以流入神經末梢。在單纖維肌電圖檢查中，患者可能出現顫移（jitter）增加（在其他神經肌肉傳導疾病中也可見到）和傳導阻塞（blocking）等特色。
為了排除其他肌肉疾病，醫師可能會做血液檢驗，例如肌酸激酶上升可能表示肌肉發炎、甲狀腺功能測試異常可能為甲狀腺毒性肌肉病變。以肌電圖確診的LEMS患者中，有85%能驗出抗VGCC抗體。一旦確診為LEMS，通常便會安排胸部電腦斷層掃描（CT）等檢查來確認是否有肺癌，大約有50–60%的患者在被診斷為LEMS後，會立即診斷出肺癌，剩下的患者可能在之後才會發現，但通常在2-4年內，因此一般建議前兩年每六個月做一次檢查。雖然電腦斷層掃描通常足以診斷肺癌，但正子斷層造影也可用於搜尋潛藏的腫瘤，特別是肺部腫瘤。

## 治療

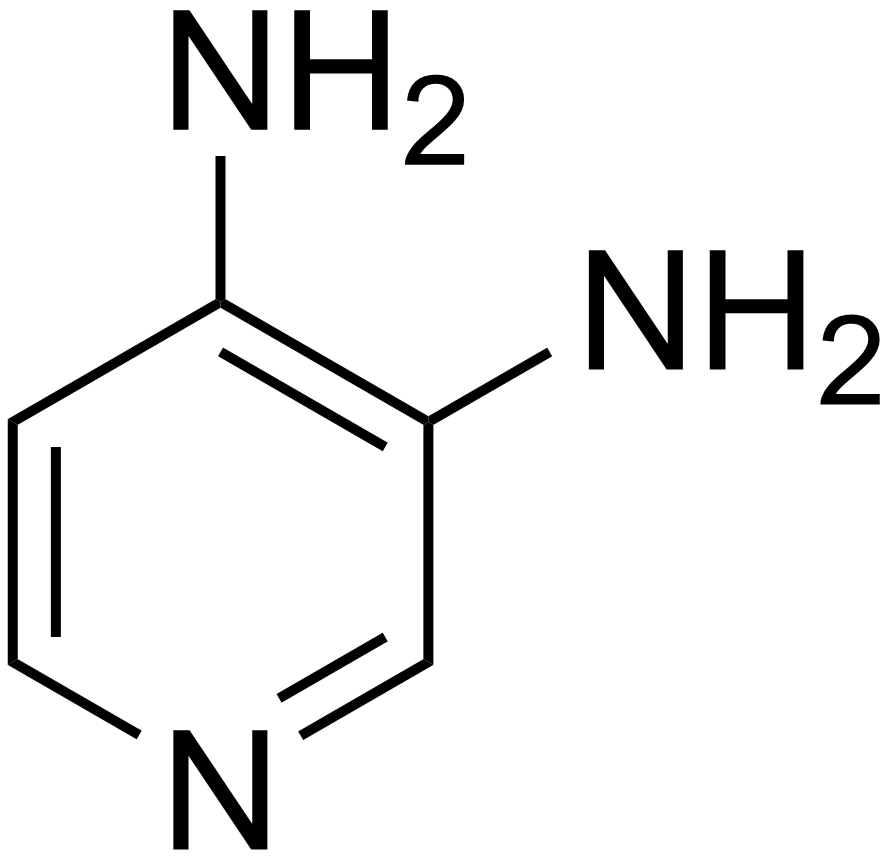
3,4-二氨基吡啶的分子結構，該分子為一種常用於治療LEMS的藥物

如果LEMS是由潛在的癌症造成，直接治療癌症通常能緩減相關症狀，治療一般會有化學療法，在特定的情快下也會包含放射療法。

### 免疫抑制
一些研究證據支持使用靜脈注射免疫球蛋白（IVIG）來治療LEMS，但相較於其他自體免疫疾病，免疫抑制對LEMS的效果較差。去氫皮質醇（Prednisolone，一種糖皮質醇或類固醇）也能抑制免疫反應，在達到療效後則能使用非類固醇類的藥物硫唑嘌呤替代。血漿置換能移除血漿中的蛋白質（包括抗體）並以正常的血漿替代，因此能緩解急性發作的嚴重無力，但同樣地，血漿置換對LEMS的效果比其他疾病（如重症肌無力）差，因此通常需要加上其他免疫抑制藥物。

### 其他
另外有三種藥物能改善LEMS的症狀，即吡啶斯的明、3,4-二氨基吡啶和胍，它們能改善神經肌肉的傳導。
3,4-二氨基吡啶為治療中度以上LEMS的第一線藥物，研究證據顯示該藥物能改善患者的肌力，該藥可以游離鹼或水溶性磷酸鹽的形式使用，上述兩者都會抑制電壓閘式鉀離子通道開啟，而延遲神經末梢的再極化，因此能讓更多鈣離子累積在突觸前的神經細胞內。
吡啶斯的明則能減少突觸間隙中乙醯膽鹼的降解，因此能改善肌肉收縮的問題。胍則是一種較老的藥物，能抑制電壓閘式鉀離子通道和增加乙醯膽鹼釋放，但因為腎毒性和骨髓抑制目前已不建議使用。4-氨基吡啶（dalfampridine）是一種和3,4-二氨基吡啶類似的物質，但由於會造成的副作用比3,4-二氨基吡啶多，目前也不建議使用。

## 流行病學
研究一致顯示大約有50%的LEMS病例和惡性腫瘤相關，主要為小細胞肺癌；但在小細胞肺癌患者中，LEMS的發生率大約僅3%。目前LEMS真正的發生率仍未知，但較重症肌無力低。在荷蘭的一項研究中，9年期間內170萬居民中有220例重症肌無力和10例LEMS，相當於LEMS的發生率為0.48（每年每百萬人）、盛行率為2.32（每百萬人）。另一種和LEMS相關的腫瘤為淋巴瘤，特別是霍奇金淋巴瘤。同時患有LEMS和小細胞肺癌的病人中，約11%的患者亦有其他自體免疫疾病，例如第一型糖尿病或甲狀腺疾病。
LEMS主要發生於中年人，有時也會發生於青年或老年人身上，偶有兒童病例。

## 歷史
1953年，倫敦聖托馬斯醫院的安德森醫師等人發表了與LEMS相似的臨床症狀，這可能是LEMS的首次記述。但要到1956年，梅奥医院的藍伯（Lambert）、伊頓（Earon）和路克（Rooke）才第一次詳細描述了LEMS的臨床症狀和電生理特色。由於LEMS有時會和其他自體免疫疾病同時發生，因此1972年有人提出了假說認為LEMS也是一種自體免疫疾病，而其自體免疫的本質也在1980年代的研究得到確認，1990年代的研究指出它和P/Q型電壓閘式鈣離子通道的關聯。